# Атаулф
Атаулф (Athaulf; Athaulfus, Ataulfus, Athavulf; † август 415, Барцино) е крал на вестготите от 410 – 415. Брат е на Валия и от рода Балти.

## Управление
През 409 г. Атаулф е извикан от зет си Аларих I от Панония в Италия, където е произведен от Приск Атал за comes domesticorum equitum. През 410 г. става крал след Аларих I, поради липса на негов наследник.
Крал Атаулф води народа си през 412 г. по брега на Тиренско море през Алпите към Галия. Местата, където са минали, както съобщава Йорданес, напомнят на минали там скакалци. Влиза в контакт с узурпатор Йовин, с когото се скарват и галският префект Дардан го привлича на страната на император Хонорий. В Галия започва разговори с император Хонорий, чиято сестра Гала Плацидия служи като заложник. Споразумяват се за получаване на зърно и земя в Галия, ако освободят Гала Плацидия и воюват срещу узурпатор Йовин.
Атаулф обсажда през 413 г. Йовин във Валенция, пленява го и предава на praefectus praetorio Дардан. Понеже не връщат сестрата на императора, спогодбата за жизнено необходимите припаси не е изпълнена. Тогава вестготите нападат Южна Галия. Кралят е ранен при Масилия (Marseille, Марсилия), въпреки това завоюват градовете Нарбон (Narbonne, Нарбона), Толоса (Toulouse, Тулуза) и Бурдигала (Bordeaux, Бордо).
През януари 414 Атаулф, за учудване на готи и римляни, се жени за Гала Плацидия в Нарбон по римска традиция. С тази женитба кралят на готите показва, че не иска да направи Римската империя готска, а чрез готите да я обнови. Съпругата му, така съобщава Орозий (Orosius), му повлияла в това намерение. Още същата година им се ражда дете с името Теодосий, което умира преди края на годината.
Понеже Плацидия е обещана на magister militum Констанций III, той започва в годината на женитбата борба срещу Атаулф като организира блокада на южногалските пристанища от Arles. На това Атаулф отговаря с провъзгласа на Приск Атал (Priscus Attalus) за Август.
Поради бедственото положение на народа му, Атаулф напуска началото на 415 г. Южна Галия в посока Испания. Там в Барцино (Барселона) през август 415 г. Атаулф е убит от приближен на водача Сарус (римски офицер от готски произход), който е убит от Атаулф през 412 или 413 г.